# AirPort Time Capsule
O AirPort Time Capsule é um dispositivo de rede da Apple Inc. Possui  armazenamento anexado à rede e um roteador gateway residencial. Foi introduzido no dia 15 de janeiro de 2008 e lançado no dia 29 de fevereiro durante a Macworld San Francisco 2008. O dispositivo inclui uma estação base  AirPort Extreme. Atualmente ele se encontra em sua 5ª geração.